# タラッサ (衛星)
タラッサ（Neptune IV Thalassa）は、海王星の第4衛星である。発見されている中では内側から2番目の軌道を公転している。

## 発見と命名
タラッサは、惑星探査機ボイジャー2号が海王星をフライバイした際に撮影された画像の中から、1989年8月に発見された。発見はナイアドの発見と共に同年9月29日に国際天文学連合のサーキュラーで発表されたが、その内容は「11日間に渡って25枚の画像を捉えた」ということのみであった。発見されたのは同年9月18日以前とされ、NASAや国際天文学連合の惑星系命名ワーキンググループでは発見を1989年8月としている。発見に伴う仮符号として S/1989 N 5 が与えられた。
その後1991年9月16日に、ギリシア神話のアイテールとヘーメラーの娘であるタラッサに因んで命名され、Neptune IV という確定番号が与えられた。ギリシア神話のタラッサは海に関係する女神であり、またギリシア語で海という意味を持つ。

## 特徴

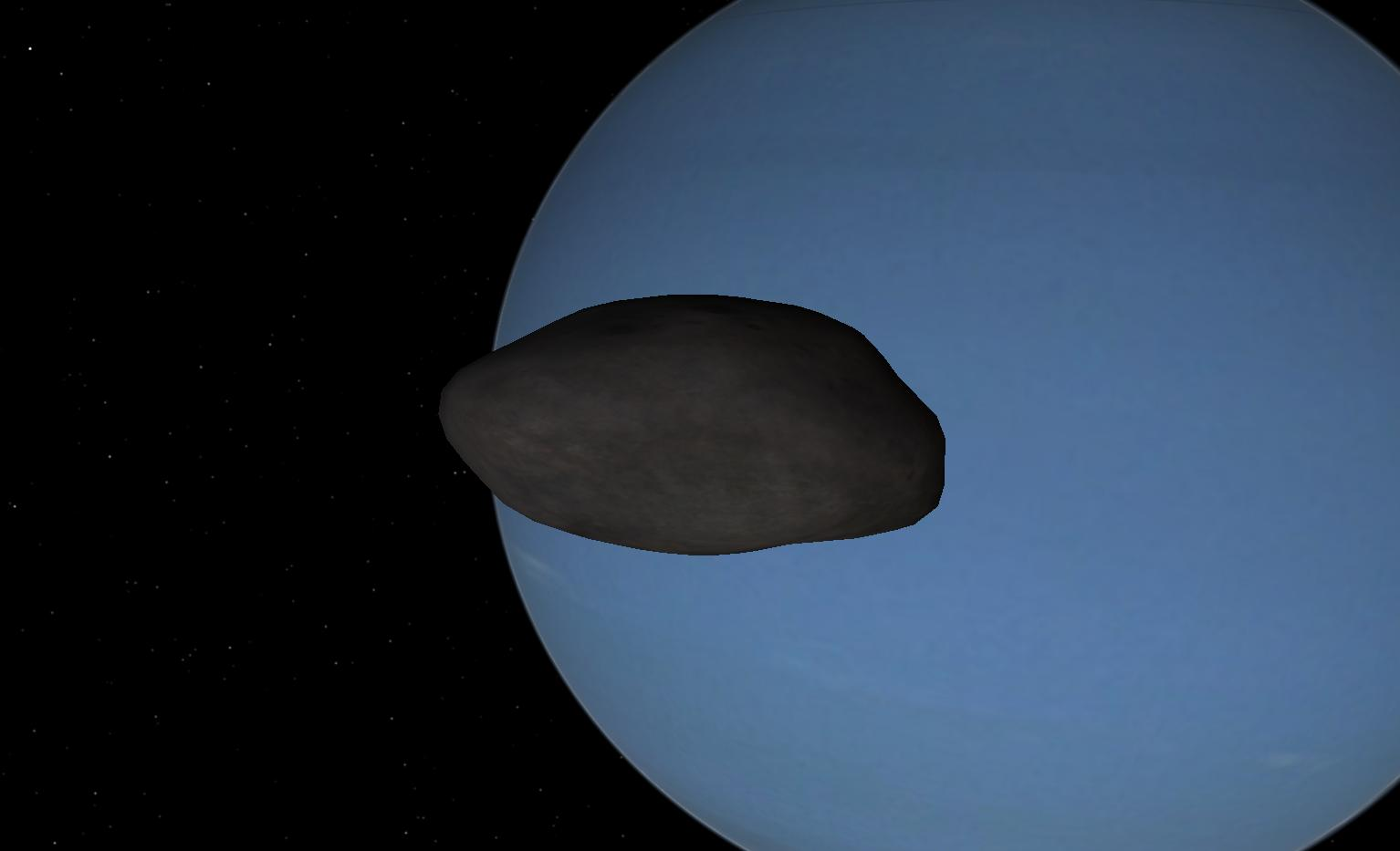
海王星を公転するタラッサのCG。

海王星の衛星の中で2番目に内側の軌道を公転している。不規則な形状をしており、おそらく形成後から内部の地質的な活動によって変化を起こしていないと考えられる。他の衛星と同じく、トリトンが海王星によって非常に軌道離心率が大きい軌道に捕獲された直後の摂動によって破壊されたかつての海王星固有の衛星の破片が、再び降着して形成されたラブルパイル天体だと考えられている。他の不規則な形状の天体とは異なり、タラッサはおおむね円盤のような形状を持っている。
タラッサの軌道は海王星の静止軌道半径よりも下にある。そのため潮汐力によって徐々に内側へ螺旋状に落下しており、いずれ海王星の大気に突入するか、ロッシュ限界を超えて潮汐力により砕かれ、海王星の環になると考えられる。比較的近いうちに、拡散した破片がデスピナの軌道に影響を及ぼす可能性もある。